# Nadčeleď
Nadčeleď (latinsky  superfamilia) je upřesňující taxonomická kategorie hierarchické klasifikace organismů tvořená příbuznými čeleděmi. 
Nadčeleď je vyšší kategorie než čeleď a nižší kategorie než řád.
Podle potřeby jsou někdy řazeny mezi řádem a čeledi ještě další zpřesňující kategorie a to (sestupně):
- řád – (lat. ordo, angl. order)
- podřád – (lat. subordo, angl.suborder)
- infrařád – (lat. infraordo, angl. infraorder)
- kohorta – (lat. cohors, angl. cohort)
- nadčeleď – (lat. superfamilia, angl. superfamily)
- čeleď – (lat. familia, angl. family)